# James Hasell
James Hasell (* in Bristol, England; † Februar 1785 in North Carolina) war ein britischer Kolonialgouverneur der Province of North Carolina. 

## Lebenslauf
Das Geburtsdatum von James Hasell ist nicht überliefert. Er war der Sohn eines Händlers und absolvierte zwischen 1714 und 1721 eine Lehre in Bristol. Später wanderte er in die britischen Kolonien in Amerika aus, wo er zunächst für einige Zeit in Philadelphia lebte. Um 1735 kam er in die Province of North Carolina. Innerhalb von sieben Jahren wurde er einer der reichsten Pflanzer in der Kolonie. Bis zu seinem Tod besaß er 12.000 acres Land. Seit 1747 gehörte er dem königlichen Regierungsrat (Royal Council) an. Dort verblieb er bis zur Auflösung des Gremiums im Jahr 1775. Obwohl er keine entsprechende Ausbildung hatte, war er oft als Richter tätig. Zeitweise hatte er sogar die Stelle des obersten Richters der Kolonie (Chief Justice) inne.
Hasell war Berater der Gouverneure Arthur Dobbs, William Tryon und Josiah Martin. Seit 1760 war er Präsident des Regierungsrates und als solcher Vertreter des kolonialen Gouverneurs. Zwischen den Amtszeiten von William Tryon und Josiah Martin übte er zwischen dem 1. Juli und dem 12. August 1771 das Gouverneursamt kommissarisch aus. Im Vorfeld der Amerikanischen Revolution erwies sich Hasell als britischer Loyalist. Nachdem sich der Regierungsrat 1775 aufgelöst hatte, zog er sich auf seine Plantage zurück. Zu seiner Lebenszeit wurde sein Landbesitz nicht von den siegreichen Amerikanern konfisziert. Nach seinem Tod im Februar 1785 wurde es aber doch eingezogen und erst im Jahr 1802 an seine Erben zurückgegeben.